# اشتیتاریتسا
اشتیتاریتسا (به لاتین: Štitarica) یک منطقهٔ مسکونی در مونته‌نگرو است که در مویکوواس واقع شده‌است. اشتیتاریتسا ۲۳۳ نفر جمعیت دارد.